# Unforgiven (álbum de Le Sserafim)
Unforgiven (estilizado en mayúsculas) es el primer álbum de estudio de larga duración del grupo femenino surcoreano Le Sserafim. Fue lanzado por Source Music y distribuido por YG Plus el 1 de mayo de 2023 en formato digital y el 2 de mayo de 2023 en formato físico. El álbum contiene trece canciones, incluyendo sus sencillos anteriores, «Fearless» y «Antifragile», y el sencillo principal titulado «Unforgiven» (feat. Nile Rodgers).

## Antecedentes y lanzamiento
El 3 de abril de 2023, se anunció oficialmente que Le Sserafim lanzaría el 1 de mayo de 2023 su primer álbum de larga duración titulado Unforgiven. Este vino acompañado de un vídeo conceptual que presentó la frase «Do you want to be forgiven? You don't have to. I'm unforgiven too». Al día siguiente se publicó el calendario de actividades relacionado al nuevo lanzamiento.
El 10 de abril de 2023 fue publicado el primer adelanto en vídeo del álbum, titulado «Burn the Bridge». El tráiler muestra escenas en la que se queman objetos que simbolizan viejas reglas y prejuicios, como alas de ángel blancas y libros antiguos, así como una escena en la que las cinco miembros comparten sus emociones, se toman de la mano y saltan juntas al mar. La narración del vídeo fue creada con base en las palabras que las propias integrantes dejaron o dijeron en entrevistas previas, tanto en coreano como en japonés y en inglés. Del 12 al 14 de abril se publicarán fotos conceptuales de cada una de las miembros del grupo, mientras que el 18 de abril se dará a conocer la lista de canciones del álbum.

## Desempeño comercial
El 11 de abril de 2023, los medios de comunicación informaron que Unforgiven había vendido más de un millón de copias en pedidos anticipados en menos de una semana. Los pedidos anticipados aumentaron a 1 380 000 copias el 28 de abril.
En los Estados Unidos, el álbum debutó en el puesto número 6 en la lista de álbumes principales de Billboard 200 el 15 de mayo de 2023, lo que marcó la primera vez que Le Sserafim ingresó al Top 10 de la lista desde su debut.

## Promoción

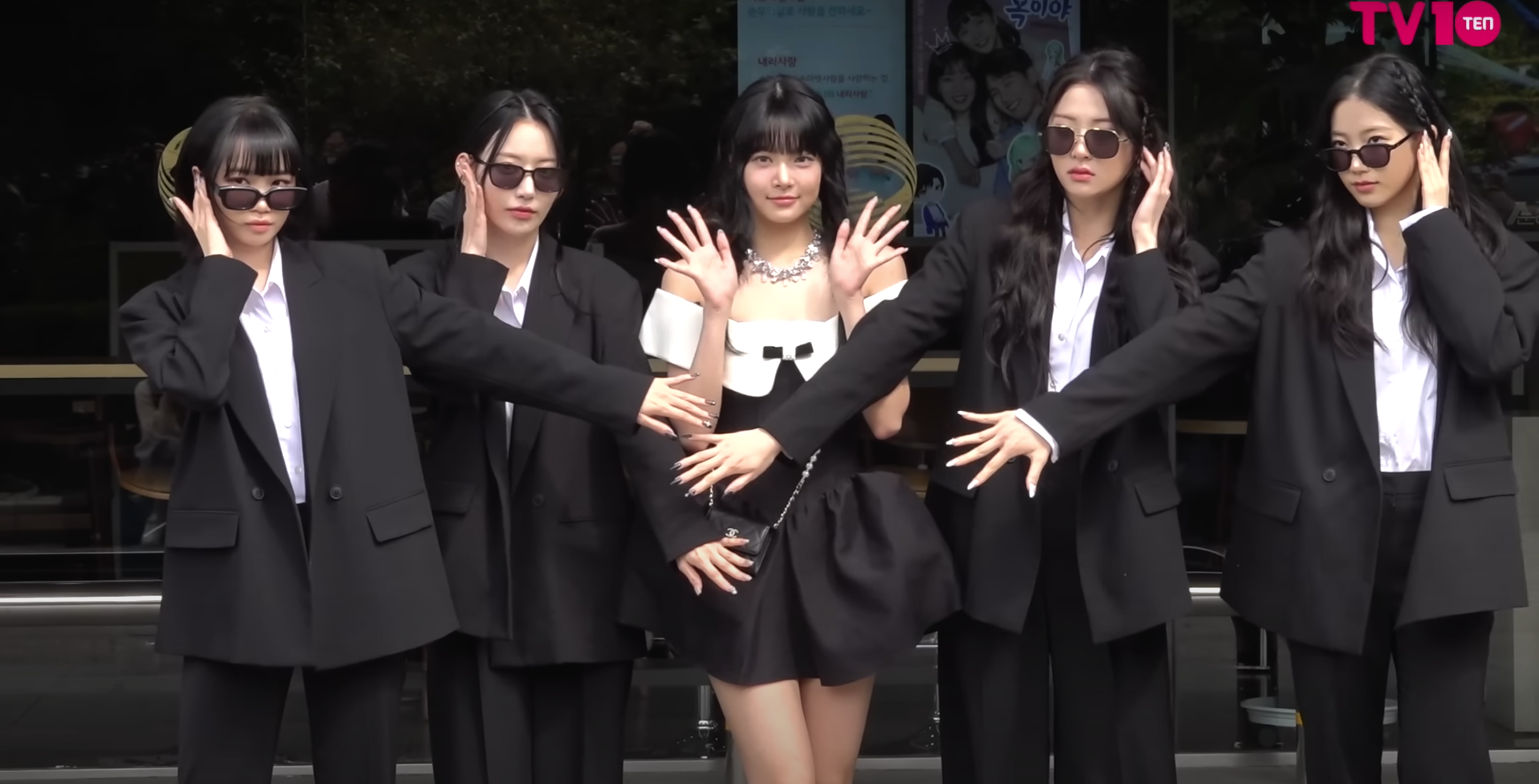
Le Sserafim arribando al music bank

Antes del lanzamiento del álbum, el 1 de mayo de 2023, Le Sserafim realizó un evento en vivo en YouTube para presentar el álbum e interactuar con sus fans.

## Lista de canciones
| CD / Descarga digital |                                                                              | |                         |          |  |
| N.º                   | Título                                                                       | Letras | Producción              | Duración |  |
| 1.                    | «The World Is My Oyster» (2023 Ver.)                                         | Score (13), Megatone (13), Hybe | 13                      | 1:46     |  |
| 2.                    | «Fearless» (2023 Ver.)                                                       | Score (13), Megatone (13), Supreme Boi, Blvsh, Jaro, Nikolay Mohr, "Hitman" Bang, Oneye, Josefin Glenmark, Emmy Kasai, Kyler Niko, Pau, Destiny Rogers | 13                      | 2:48     |  |
| 3.                    | «Blue Flame» (2023 Ver.)                                                     | Score (13), Megatone (13), Jonna Hall, Gayoung (PNP), Kim In-hyung, Danke, Kim Chae-won, Ronnie Icon, Caroline Gustavsson, Huh Yun-jin | 13                      | 3:21     |  |
| 4.                    | «The Hydra»                                                                  | Score (13), Megatone (13), Hybe | 13                      | 1:44     |  |
| 5.                    | «Antifragile»                                                                | Score (13), Megatone (13), Paulina Cerrilla, "Hitman" Bang, Shintaro Yasuda, Supreme Boi, Isabella Lovestory, Kyler Niko, Ronnie Icon, Nathalie Boone, Danke                                                                                                | 13                      | 3:04     |  |
| 6.                    | «Impurities»                                                                 | Score (13), Megatone (13), Jonna Hall, Danke, "Hitman" Bang, Huh Yun-jin, Daniel "Obi" Klein, Charli Taft, Kim Chae-ah (153/Joombas), Maggie Szabo, Hayes Kramer, Blvsh, Jaro, Nikolay Mohr, Park Sang-yu (PNP), Cho Yoon Kyung (PNP), Lee Hyung Seok (PNP) | 13                      | 3:16     |  |
| 7.                    | «Burn the Bridge»                                                            | Score (13), Megatone (13), Hybe | 13                      | 2:34     |  |
| 8.                    | «Unforgiven» (feat. Nile Rodgers)                                            | Score (13), Megatone (13), Supreme Boi, Oneye, Josefin Glenmark, Anders Gukko, Anne Judith Wik, Nermin Harambasic, Benjmn, Feli Ferraro, Kris Jana, Kyler Niko, Young Chance, Belle, Glenda Proby, Makaila J Garcia, Believve                               | 13                      | 3:02     |  |
| 9.                    | «No-Return (Into the unknown)»                                               | Score (13), Megatone (13), "Hitman" Bang, Supreme Boi, Daniel "Obi" Klein, Charli Taft, Arineh Karimi, Cazzi Opeia, Young Chance, Shorelle | 13                      | 3:04     |  |
| 10.                   | «Eve, Psyche and the Bluebeard's Wife» (이브 프시케 그리고 푸른 수염의 아내) | Score (13), Megatone (13), "Hitman" Bang, Supreme Boi, Maia Wright, Max Thulin, Benjmn, Gusten Dahlqvist, Arineh Kamiri, Huh Yun-jin, Lee Hyung Seok (PNP), Danke                                                                                           | 13                      | 3:05     |  |
| 11.                   | «Between you, me and the lamppost» (피어나)                                  | Score (13), Megatone (13), Jukjae, Huh Yun-jin, "Hitman" Bang, Sakura, Kim Chae-won, Hong Eun-chae, Kazuha | Huh Yun-jin, 13, Jukjae | 3:26     |  |
| 12.                   | «Flash Forward»                                                              | Hiss Noise, Alex Karlsson, Stian N. Olsen (Blueprint), Eliza Vassilieva, "Hitman" Bang, Danke, Lee Hyung Seok (PNP) | Hiss Noise              | 3:15     |  |
| 13.                   | «Fire in the belly»                                                          | Score (13), Megatone (13), Kyler Niko, Paulina Cerilla, Supreme Boi, Anne Judith Wik, Nermin Harambasic, "Hitman" Bang | 13                      | 3:18     |  |
| 37:43                 |                                                                              | |                         |          |  |

## Reconocimientos

### Premios y nominaciones
| Año  | Evento             | Premio                  | Resultado | Ref.   |
| ---- | ------------------ | ----------------------- | --------- | ------ |
| 2023 | Melon Music Awards | Millions Top 10 Artists | Ganador   | [ 12 ] |
| 2023 | Melon Music Awards | Álbum del año           | Nominado  | [ 13 ] |
| 2024 | Golden Disc Awards | Álbum Bonsang           | Ganador   | [ 14 ] |
| 2024 | Golden Disc Awards | Álbum del año (Daesang) | Nominado  | [ 15 ] |

### Listados
| Publicación        | Listado                                         | Lugar    | Ref.   |
| ------------------ | ----------------------------------------------- | -------- | ------ |
| Genius Korea       | 2023 Year-End Genius Korea Chart - Top Albums   | 5.º      | [ 16 ] |
| NME                | The best albums of 2023                         | 30.º     | [ 17 ] |
| Paste              | The 20 Best K-pop Albums of 2023                | 3.º      | [ 18 ] |
| Rolling Stone      | Best Music of 2023: Staff Picks (Kristine Kwak) | Incluida | [ 19 ] |
| The New York Times | Best Albums of 2023 (Jon Caramanica)            | Incluida | [ 20 ] |

## Historial de lanzamiento
| País          | Fecha             | Formato                    | Sello                        |
| ------------- | ----------------- | -------------------------- | ---------------------------- |
| Varios        | 1 de mayo de 2023 | Descarga digital streaming | Source Music, YG Plus        |
| Corea del Sur | 2 de mayo de 2023 | CD                         | Source Music, YG Plus        |
| Varios        | 5 de mayo de 2023 | CD                         | Source Music, Geffen Records |